# پل مولر (بازیگر)
پل مولر (انگلیسی: Paul Muller؛ زادهٔ ۱۱ مارس ۱۹۲۳) بازیگر اهل سوئیس است. 
از فیلم‌هایی که وی در آن نقش داشته است، می‌توان به کابوس‌ها شب‌هنگام زاده می‌شوند، من، من، من… و دیگران، جنایت بی‌نقص، قهرمانان در جهنم، جواهرفروشی، دو ساد ۷۰، سفر به ایتالیا، انتقام دزدان دریایی، زندان زنان، باکره‌ای میان مردگان زنده، او با شور و هیجان کشت، زندگی گاهی سخته، درسته پراویدنس؟، ضیافت تراژیک، انتقام خانم مورگان، اوژنی دو ساد، شیطان از آکاساوا آمد و باراباس اشاره کرد.